# Seneca Township (Missouri)
Seneca Township est un township  du comté de Christian dans le Missouri, aux États-Unis,.